# Condado de Manatee
El condado de Manatee (Manatee County) es un condado ubicado en el estado de Florida. En 2000, su población era de 264 002 habitantes. Su sede está en Bradenton.

## Historia
El Condado de Manatee fue creado en 1855. Su nombre proviene del manatí (animal).

## Demografía
Según el censo de 2000, el condado cuenta con 264 002 habitantes, 112 460 hogares y 73 773 familias residentes. La densidad de población es de 138 hab/km² (356 hab/mi²). Hay 138 128 unidades habitacionales con una densidad promedio de 72 u.a./km² (186 u.a./mi²). La composición racial de la población del condado es 86,36% Blanca, 8,19% Afroamericana o Negra, 0,28% Nativa americana, 0,90% Asiática, 0,05% De las islas del Pacífico, 2,84% de Otros orígenes y 1,39% de dos o más razas. El 9,30% de la población es de origen Hispano o Latino cualquiera sea su raza de origen.
De los 112 460 hogares, en el 23,00% de ellos viven menores de edad, 52,70% están formados por parejas casadas que viven juntas, 9,40% son llevados por una mujer sin esposo presente y 34,40% no son familias. El 28,40% de todos los hogares están formados por una sola persona y 15,00% de ellos incluyen a una persona de más de 65 años. El promedio de habitantes por hogar es de 2,29 y el tamaño promedio de las familias es de 2,78 personas.
El 20,70% de la población del condado tiene menos de 18 años, el 6,50% tiene entre 18 y 24 años, el 24,60% tiene entre 25 y 44 años, el 23,30% tiene entre 45 y 64 años y el 24,90% tiene más de 65 años de edad. La edad media es de 44 años. Por cada 100 mujeres hay 93,50 hombres y por cada 100 mujeres de más de 18 años hay 90,50 hombres.
La renta media de un hogar del condado es de $38 673, y la renta media de una familia es de $46 576. Los hombres ganan en promedio $31 607 contra $25 007 para las mujeres. La renta per cápita en el condado es de $22 388 el 10,10% de la población y 7,10% de las familias tienen rentas por debajo del nivel de pobreza. De la población total bajo el nivel de pobreza, el 15,30% son menores de 18 y el 6,20% son mayores de 65 años.

## Ciudades y pueblos

### Municipalidades
- Anna Maria
- Bradenton
- Bradenton Beach
- Holmes Beach
- Longboat Key
- Palmetto

### No incorporadas
- Bayshore Gardens
- Cortez
- Ellenton
- Memphis
- Oneco
- Parrish
- Samoset
- South Bradenton
- West Bradenton
- West Samoset
- Whitfield